# 宇野緋莉
宇野 緋莉（うの あかり、1983年10月4日 - ）は、日本の女性モデル。兵庫県出身。株式会社アミティープロモーション所属していたが、2016年6月に退所し、現在フリーランスとして活動中。最近は主に商品・広告モデルとして活動している。

## 来歴
兵庫県で生まれ育ち、上京し銀座を歩いていた際に、芸能事務所の株式会社アミティープロモーションにスカウトされる。
テレビのイメージカットや再現VTR、スチールなど活動の幅を広げる。
WALLOP放送局の番組「レトロゲームスタジアム」において、番組内で行われたゲームのインセンティブとして、自身初となる一人でのトーク番組への出演を果たし、2014年12月31日には、ファッションショーのランウェイを歩いた。
2016年2月、有料オフィシャルファンサイトのチャンネルを開設。
2016年6月、所属していた株式会社アミティープロモーションを離れ、フリーランスでの活動を開始する。
2017年2月、有料オフィシャルファンサイトが閉鎖。
2017年10月、YouTubeに公式チャンネルを開設。

## 私生活
家族構成は父母弟であり、弟とは特に仲がいい。母親はピアノ教師であり、実家はピアノ教室。
高校は、校則が厳しいミッション系の女子高出身。その後大学へ進学し、就職活動も経験した。
自宅には100本を超えるスーパーファミコンのソフトを所持している。特にファイナルファンタジー、MOTHER2、ぷよぷよが好きで、全日本ぷよ協会やコンパイルクラブに入会していた程である。
空手を5年間習っており、黒帯を持つ有段者。

## 主な出演

### テレビ番組
- 嵐にしやがれ（日本テレビ）VTRイメージカット
- ザ・ベストハウス123（フジテレビ）イメージカット
- もしものシミュレーションバラエティー お試しかっ!（テレビ朝日）イメージカット
- 今すぐ使える豆知識 クイズ雑学王（テレビ朝日）問題VTR
- サラリーマンNEO（日本放送協会）コント
- 1番ソングSHOW（日本テレビ）イメージカット
- さんま&くりぃむの芸能界(秘)個人情報グランプリ（フジテレビ）イメージカット
- ヒットの泉〜ニッポンの夢ヂカラ!〜（テレビ朝日）イメージカット
- ストライクTV（テレビ朝日）イメージカット
- 中居正広の怪しい噂の集まる図書館（テレビ朝日）アシスタント
- ピカルの定理（フジテレビ）インフォマーシャル
- 世界一受けたい授業（日本テレビ）イメージカット
- たけしのニッポンのミカタ!（テレビ東京）イメージカット
- 爆報! THE フライデー（TBSテレビ）再現VTR
- マチャアキの気になる研究所（TBSテレビ）イメージカット
- 1億人の大質問!?笑ってコラえて!（日本テレビ）再現VTR
- 幸せ!ボンビーガール（日本テレビ）イメージカット
- バンクルワセ（フジテレビ）審査員
- やっぱりタダが好き!（フジテレビ、2014年7月15日[13]）アシスタント
- ファンクラブマスターズ（WALLOP、2014年8月8日、2014年8月15日）
- レトロゲームスタジアム（WALLOP、2014年8月31日）
- みちふぉと（WALLOP、2014年10月11日）
- わろかわ美人ch（WALLOP、2014年10月24日）
- MISS WALLOP2014（WALLOP、2014年9月22日、2014年10月20日）
- 林修の今でしょ!講座（テレビ朝日、2016年3月15日）イメージカット
- グッドパートナー 無敵の弁護士（テレビ朝日、2016年）ホテルコンシェルジュ役
- 情報プレゼンター とくダネ!（テレビ朝日、2017年）再現VTR

### 雑誌
- CAPAカメラネット（学研、2014年10月号）
- わかさ（わかさ出版、2017年6月号、2017年7月号）
- 夢21（わかさ出版、2017年6月号）

### スチール
- ストックフォト（Pixta）
- アカツキ（2016年）
- アパホテル（2017年）
- KYB（2017年）

### WEB・広告
- カラダネ（2017年）
- AQUOSケータイ（2017年）
- アルトレード「アレグロ2ウィーク」（2018年）
- LOCARI （2018年）
- キヤノン「PhotoJewel S」（2018年）[14]
- キヤノンライフケアソリューションズ「全自動散薬分割分包機 AX-930」（2018年）
- 旅ぐるたび （2018年）[15]

### イメージキャラクター
- 濱谷歯科医院
- キズナプラス

### 商品
- 東京書籍 「business pocket ベーシック」（2018年）[16]

### CM
- アコム（2014年）
- 住友スリーエム 「スコッチ・ブライト」店頭用（2014年）[17]
- トヨタ（2015年）
- 花王 「エッセンシャル」（2015年）
- ネスレ日本 「ネスカフェアンバサダー」（2016年）

### ファッションショー
- PiNuP Winters Collection〜COUNTDOWN PARTY〜（2014年）

### その他
- アイドル・タレントファンのための月額ファンサイト『 HOTCHKISS（ホッチキス）』で、プライベート写真・動画を公開していたが、現在は閉鎖している。
- Lookvine[18]

## 受賞歴
| 年     | レース名               | 結果             |
| ------ | ---------------------- | ---------------- |
| 2014年 | レトロゲームスタジアム | 3位入賞          |
| 2014年 | MISS WALLOP2014        | 敢闘賞、アピル賞 |